# Éric Bouad
Pour les articles homonymes, voir Bouad.
Éric Bouad, né le 22 septembre 1948 à Millau (Aveyron), est un musicien français. Ancien guitariste de Johnny Hallyday, il est devenu célèbre auprès du grand public comme membre du groupe Les Musclés,.

## Biographie
Il compose, avec Pierre Billon et Johnny Hallyday, la musique du film Signes extérieurs de richesse, sorti en 1983.
Guitariste de Johnny Hallyday, il participe également à l'orchestration et à l'arrangement d'une vingtaine de chansons. Il assure la direction musicale de l'album Quelque part un aigle sorti le 1er février 1982.
Sa carrière est marquée par de nombreuses collaborations artistiques, notamment avec Pierre Billon ami d'enfance de Michel Sardou et proche de Johnny Hallyday. Ensemble, ils composèrent entre autres Tao Bi le lapin, Bienvenu tout nu, Back in Nashville, Con Edison ou encore La Bamba triste.
Il écrit les arrangements musicaux du spectacle de Michel Sardou au Palais des Congrès 1981, ainsi que ceux de l'album Les Lacs Du Connemara.
Il arrive sur le devant de la scène en 1987 en devenant membre du groupe Les Musclés. Il rythme de nombreuses chansons par son fameux yodel (lalalaïtou). Il enchaîne avec le groupe de nombreux succès classés au top 50. Avec Les Musclés il chante la chanson Claire Chazal, dans laquelle il joue l'amoureux transi de la présentatrice de TF1.
En parallèle, il entame avec les autres Musclés une carrière d'acteur dans la série Salut Les Musclés à l'âge de 41 ans, qui sera suivie par La Croisière foll'amour en 1994 : c'est le cordon-bleu de la bande, grand spécialiste du cassoulet.
La série La Croisière foll'amour s'arrête en 1997 en même temps que le Club Dorothée. Après le succès connu avec Les Musclés, il produira des œuvres plus confidentielles.
En 1999, il est l'auteur d'une chanson de Noël intitulée Guerre à la guerre. En février 2005, il sort un album de musique d'ambiance inspiré par le Viaduc de Millau. Il chante également dans les chœurs de la chanson "Comme un homme" du film d'animation de Disney Mulan en 1998.
Il signe également la partie musicale d'un site de ventes privées. Cette partie musicale de la page d'accueil, toutes les bandes-annonce du site et tous les morceaux de musique pour le site sont cosignés avec son fils David, le bassiste du groupe Gold.
Désormais à la "retraite" ou presque, il vit dans l'Aude à Fanjeaux. Ses enfants, tous musiciens, se chargent de la relève,.